# Ирина Дубцова
Ирина Викторовна Дубцова (на руски: Ирина Викторовна Дубцова) е руска певица, текстописец и актриса.
Тя е победител в четвъртия сезон на шоуто за таланти „Фабрика звёзд“ (2004), има издадени три албума, достигнали до високи позиции в руските музикални класации песни. Като автор на песни, Дубцова пише песни и за други известен изпълнители като Ани Лорак, Тимати, Филип Киркоров, Полина Гагарина, Алсу, Зара, Слава, Саша Градива и други.

## Дискография

### Студийни албуми
- О Нём (2005)[1]
- Ветра (2007)[2]
- О Любви (2008)

## Видеография

### Девочки
- „Я хочу быть птичкой“ (1999)
- „Говорила мама (У-ла-ла)“ (2000)

### Соло
| Година | Заглавие                                                                               | Режисьор             | Албум                               |
| ------ | -------------------------------------------------------------------------------------- | -------------------- | ----------------------------------- |
| 2004   | „О нём“                                                                                | N/A                  | „О нём“                             |
| 2005   | „Как ты там“                                                                           | Александър Игудин    | „О нём“                             |
| 2006   | „Медали“                                                                               | Георгий Тоидзе       | „Ветра“                             |
| 2007   | „Ветра“                                                                                | Александър Игудин    | „Ветра“                             |
| 2009   | „Кому? Зачем?“ (с участието на Полина Гагарина)                                        | Алексей Голубев      | „О себе“ (албум на Полина Гагарина) |
| 2010   | „Спи, моё солнышко“ (с участието на Жасмин, Татяна Буланова, Валерия Кудрявцева, Алсу) | Алексей Голубев      | TBA                                 |
| 2010   | „Отпусти её“ (с участието на Олга Лима)                                                | Сергей Ткаченко      | TBA                                 |
| 2012   | „Ешь. Молись. Люби“                                                                    | Александър Филатович | TBA                                 |
| 2012   | „Прости меня“                                                                          | Александър Филатович | TBA                                 |
| 2013   | „Игра теней“ (с участието на Брандън Стоун)                                            | Александър Филатович | TBA                                 |
| 2014   | „Я тоже его люблю“ (с участието на Любов Успенская)                                    | Алексей Голубев      | TBA                                 |
| 2014   | „Вспоминать“ (с участието на DJ Леонид Руденко)                                        | Алексей Голубев      | TBA                                 |
| 2015   | „Люби меня долго“                                                                      | Мария Скобелева      | TBA                                 |
| 2015   | „Люба-Любовь“                                                                          | Александър Филатович | TBA                                 |
| 2016   | „Бойфренд“                                                                             | Александър Филатович |                                     |